# Cantón Samborondón
Cantón Samborondón är en kanton i Ecuador.   Den ligger i provinsen Guayas, i den västra delen av landet, 230 km sydväst om huvudstaden Quito.